# Diecéze Pej-chaj
Diecéze Pej-chaj je římskokatolická diecéze, nacházející se v Číně.

## Území
Diecéze zahrnuje jižní část čínské provincie Kuang-tung.
Biskupským sídlem je město Čan-ťiang, kde se také nachází hlavní chrám diecéze katedrála svatého Viktora.
K roku 1950 měla: 15 105 věřících, 27 diecézních kněží, 72 řeholnic a 18 farností.

## Historie
Dne 1. srpna 1920 byl brevem Si ulla unquam papeže Benedikta XV., z části území apoštolského vikariátu Kanton založen apoštolský vikariát Západní Kuang-tung a Chaj-nan.
Dne 3. prosince 1924 byl vikariát přejmenován na Pej-chaj.
Dne 15. dubna 1929 byla z části jejího území vytvořena Misie sui iuris Chaj-nan.
Dne 11. dubna 1946 byl vikariát bulou Quotidie Nos papeže Pia XII. povýšen na diecézi.
Podle novin a dalších médií je diecéze dnes běžně známá jako diecéze Čan-ťiang.

## Seznam biskupů
- Auguste Gauthier, M.E.P. (1921-1927)
- Gustave-Joseph Deswazières, M.E.P. (1928-1928)
- Jean-Baptiste-Michel-Marie-Louis Pénicaud, M.E.P. (1929-1940)
- Gustave-Joseph Deswazières, M.E.P. (1940-1959)
- Joseph Chen Chu (1995-2003) - vysvěcen bez papežského souhlasu
- Paul Su Yong-da (od 2004)